# Negligencia de alcance

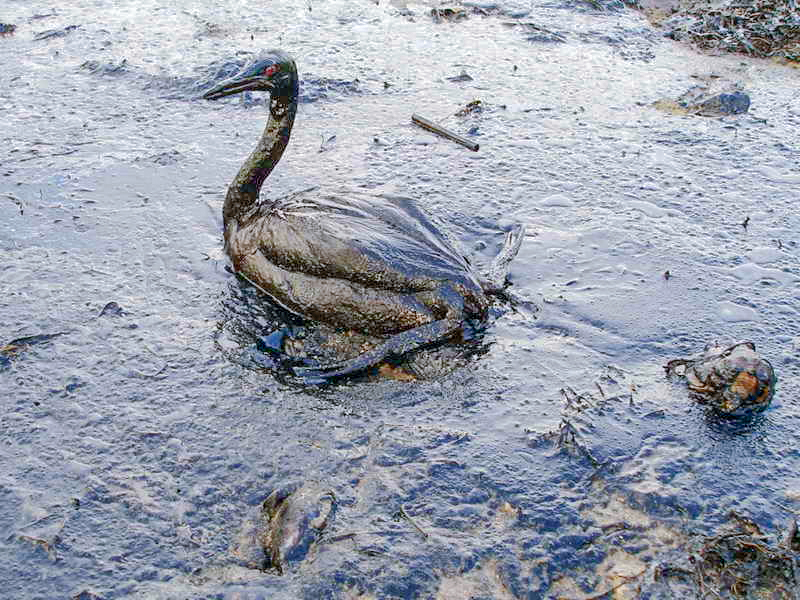
Ave cubierta de petróleo durante una marea negra

La negligencia de alcance o insensibilidad al alcance es un sesgo cognitivo que ocurre cuándo la valuación de un problema no es una relación multiplicativa relación a su medida. Negligencia de alcance es una forma concreta de negligencia de extensión.
En un estudio, a los encuestados se les preguntó cuánto estaban dispuestos a pagar para evitar que las aves migratorias se ahogaran en estanques de petróleo cubriendo los estanques con redes de protección. Se informó a los sujetos que 2.000, o 20.000, o 200.000 aves migratorias fueron afectadas anualmente, para lo cual los sujetos informaron que estaban dispuestos a pagar $ 80, $ 78 y $ 88 respectivamente. Otros estudios de la disposición a pagar para prevenir el daño han encontrado una relación logarítmica o ninguna relación con alcance.
Daniel Kahneman explica a la negligencia de alcance en términos de juicio por prototipo, un refinamiento de heurística de la representatividad . "La historia [...] probablemente evoca para muchos lectores una representación mental de un incidente prototipo, quizás una imagen de un pájaro agotado, sus plumas cubiertas en aceite negro, incapaz de huir," y los sujetos basan su disposición-a-pagar mayoritariamente en dicha imagen mental.